# Яржембиньский, Ян
Ян Кароль Яржембиньский (пол. Jan Karol Jarzębiński; 11 июля 1931, Лодзь, Лодзинское воеводство — 30 января 2021, Варшава) — польский баскетболист и спортивный судья.

## Биография
Ян Яржембиньский родился 11 июля 1931 года в польском городе Лодзь.
В 1946 году начал играть в баскетбол за лодзинский АЗС ИМКА.
В 1945 году, будучи ещё учеником средней школы, стал судить матчи. Начиная с сезона-1953/54, судил матчи чемпионата Польши.
С 1962 года работал на международных турнирах. Судил матчи трёх мужских чемпионатов Европы (в 1969 году в Италии, в 1973 году в Испании, в 1979 году в Италии) и женского чемпионата Европы 1974 года в Италии.
В 1972 году работал на мужском баскетбольном турнире летних Олимпийских игр в Мюнхене. Судил матчи группового этапа СССР — Пуэрто-Рико (100:87), Чехословакия — Испания (74:70), Куба — Чехословакия (77:65), Бразилия — Япония (110:55), поединки турнира за 13-16-е места Япония — Сенегал (70:67) и турнира за 5-8-е места Пуэрто-Рико — Бразилия (87:83).
Был третьим польским баскетбольным арбитром, работавшим на Олимпийских играх, после Чеслава Чмоха (1964) и Чеслава Рачиньского (1968).
Последний в карьере матч отсудил в 1983 году на женском чемпионате мира в Бразилии.
Впоследствии в течение 15 лет был комиссаром ФИБА.
Умер 30 января 2021 года в польском городе Варшава.